# Scrub

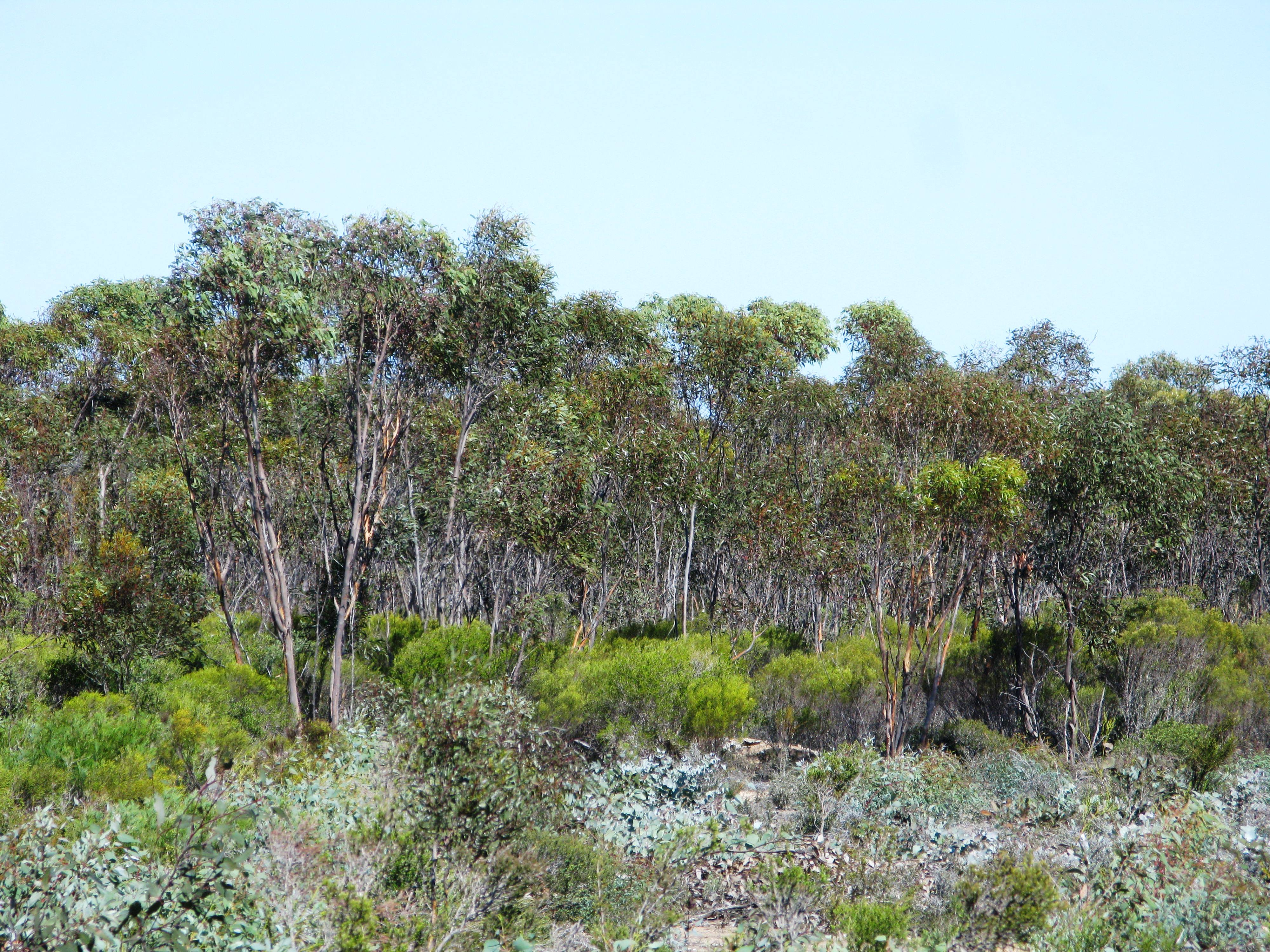
Mallee

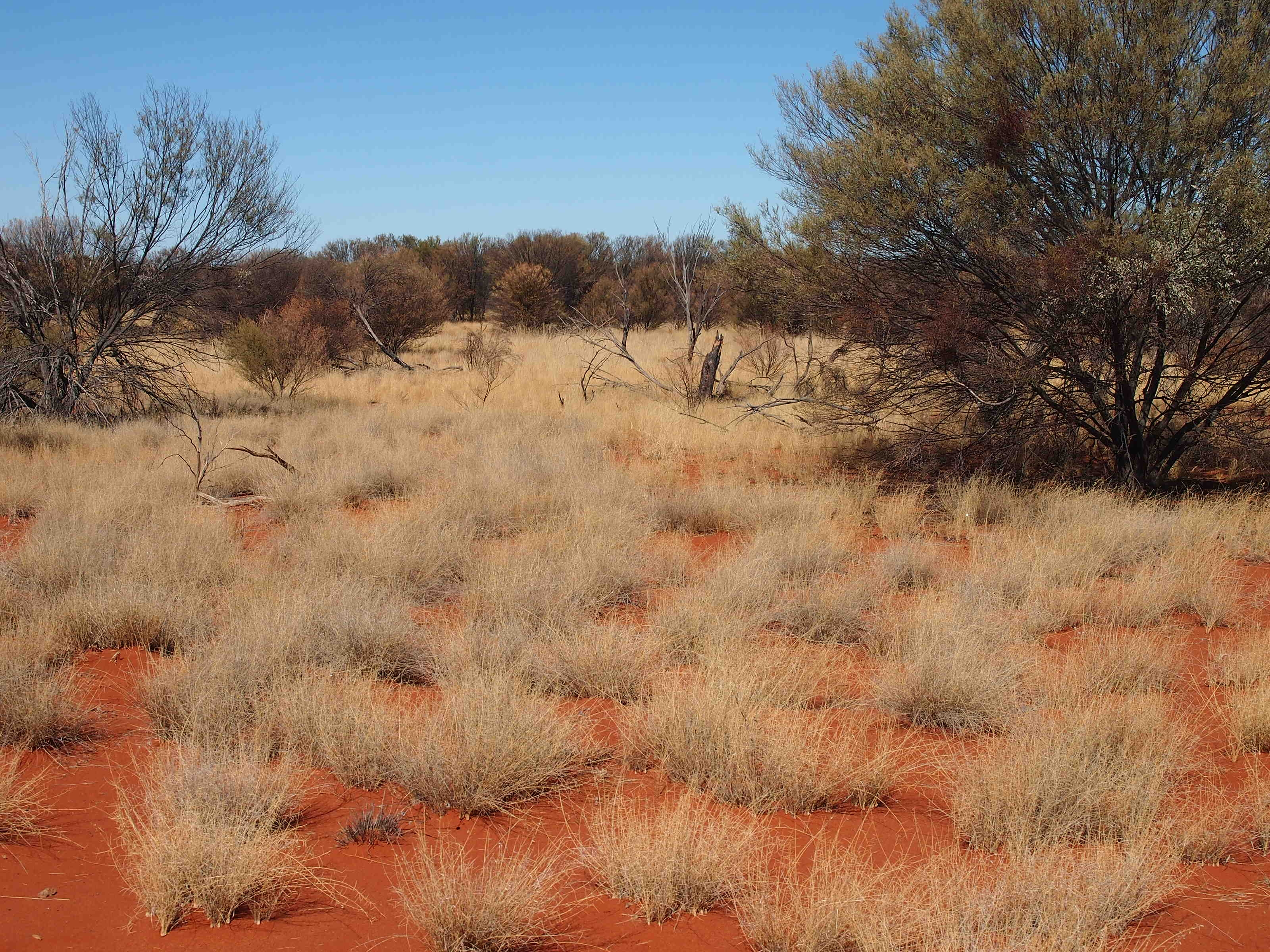
Mulga

Scrub, skrub – używany w literaturze polskiej termin, pochodzący od angielskiego słowa scrub oznaczającego zarośla, określający typ roślinności z dominacją ciernistych krzewów, charakterystyczny dla obszarów półpustynnych wewnątrz kontynentu australijskiego. Odpowiednik pojęcia busz.
Scrub występuje w klimacie zwrotnikowym suchym o bardzo nieregularnych opadach. Jego dominującym składnikiem są rośliny z rodzaju akacja i eukaliptus. Tworzone przez nie zarośla są silnie zwarte i kłujące, w wielu miejscach niemożliwe do przebycia. 
Pojęcie scrub obejmuje trzy rodzaje zaroślowych formacji roślinnych występujących w Australii:
- mallee – której głównym składnikiem są krzewiaste eukaliptusy z gatunków Eucaliptus dumosa, E. uncinata, E. hemiphloia, E. bicolor, E. incrassata, niekiedy z udziałem rzewni, tworzące bardzo gęsty, niemożliwy do przebycia gąszcz o wysokości do 2 metrów; w mallee obecne są również trawy z rodzajów ostnica, Neurachne i Themeda,
- mulga – w której dominują akacje z gatunku Acacia aneura, tworzące gęste, splątane zarośla o wysokości do 3 metrów; w formacji tej występują również inne gatunki akacji, a także rośliny z rodzajów Eremophila i strączyniec oraz z gatunków Hakea divaricata, Alectryon oleifolius, Casuarina cristata,
- brigalow – ta formacja zdominowana jest przez Acacia harpophylla, niekiedy z udziałem innych gatunków akacji i Brachychiton rupestris, w runie występuje ślazowiec, Evolvulus i Vittadinia.

W terminologii anglojęzycznej jest to termin o szerokim znaczeniu odpowiadający różnego typu formacjom zaroślowym. W międzynarodowej klasyfikacji roślinności stosowany jest w nazwach formacji zaroślowych wybrzeży strefy tropikalnej (2.A.3. Tropical Scrub & Herb Coastal Vegetation), śródziemnomorskich formacji zaroślowych (2.B.1. Mediterranean Scrub & Grassland), zarośli strefy umiarkowanej i polarnej (2.B.4. Temperate to Polar Scrub), formacji zaroślowych gorących obszarów pustynnych i półpustynnych (3.A.2. Warm Desert & Semi-Desert Scrub & Grassland) oraz półpustyń chłodnych (3.B.1. Cool Semi-Desert Scrub & Grassland), górskich formacji zaroślowych w strefie tropikalnej (4.A.1. Tropical High Montane Scrub & Grassland).